# Marcal-medence
Marcal-medence este o arie protejată (arie specială de conservare — SAC, sit de importanță comunitară — SCI) din Ungaria întinsă pe o suprafață de 4.886,79 ha, integral pe uscat.

## Localizare
Centrul sitului Marcal-medence este situat la coordonatele 47°12′09″N 17°13′53″E / 47.2025°N 17.231389°E.

## Înființare
Situl Marcal-medence a fost declarat sit de importanță comunitară în mai 2004 pentru a proteja 12 specii de animale. Situl a fost protejat și ca arie specială de conservare în februarie 2010.

## Biodiversitate
Situată în ecoregiunea panonică, aria protejată conține 10 habitate naturale: Păduri aluvionare cu Alnus glutinosa și Fraxinus excelsior (Alno-Padion, Alnion incanae, Salicion albae), Pajiști cu Molinia pe soluri calcaroase, turboase sau argilos-nămoloase (Molinion caeruleae), Pajiști aluvionare inundabile, de Cnidion dubii, Mlaștini alcaline, Râuri cu maluri nămoloase cu vegetație de Chenopodion rubri p.p. și Bidention p.p., Fânețe de joasă altitudine (Alopecurus pratensis, Sanguisorba officinalis), Stepe și mlaștini sărate panonice, Ape stătătoare oligotrofe până la mezotrofe, cu vegetație de Littorelletea uniflorae și/sau de Isoëto-Nanojuncetea, Pajiști uscate seminaturale și facies de acoperire cu tufișuri pe substraturi calcaroase (Festuco-Brometalia) (* situri importante pentru orhidee), Păduri mixte riverane de Quercus robur, Ulmus laevis și Ulmus minor, Fraxinus excelsior sau Fraxinus angustifolia, de-a lungul marilor râuri (Ulmenion minoris).
La baza desemnării sitului se află mai multe specii protejate:
- amfibieni (2): buhai de baltă cu burta roșie (Bombina bombina), triton cu creastă dobrogean (Triturus dobrogicus)
- mamifere (1): vidră de râu (Lutra lutra)
- nevertebrate (7): Cucujus cinnaberinus, fluturele de noapte (Eriogaster catax), Euplagia quadripunctaria, Isophya costata, fluturele purpuriu (Lycaena dispar), phengaris nausithous (Maculinea nausithous), Maculinea teleius
- pești (2): romanogobio albipinnatus (Gobio albipinnatus), țipar (Misgurnus fossilis)

Pe lângă speciile protejate, pe teritoriul sitului au mai fost identificate 2 specii de plante.